# كريستوفر نوريس (ممثلة)
كريستوفر نوريس (بالإنجليزية: Christopher Norris)‏ هي ممثلة أمريكية، ولدت في 7 أكتوبر 1953 في نيويورك في الولايات المتحدة.

## أعمال

### أفلام
- (1971) صيف 42

### مسلسلات
- عالم آخر

## وصلات خارجية
- كريستوفر نوريس على موقع IMDb (الإنجليزية)
- كريستوفر نوريس على موقع أول موفي (الإنجليزية)
- كريستوفر نوريس على موقع قاعدة بيانات برودواي على الإنترنت (الإنجليزية)
- كريستوفر نوريس على موقع قاعدة بيانات الأفلام السويدية (السويدية)
- كريستوفر نوريس على موقع قاعدة بيانات الفيلم (الإنجليزية)